# Erebus destrigata
Erebus destrigata är en fjärilsart som beskrevs av Embrik Strand 1914. Erebus destrigata ingår i släktet Erebus och familjen nattflyn. Inga underarter finns listade i Catalogue of Life.